# Каскадная лестница (Железноводск)
Каскадная лестница — достопримечательность в Железноводске, Ставропольский край, Россия. Поднимается от озера Тридцатка до Курортного парка у подножья горы Железной. Является объектом культурного наследия России регионального значения.

## История
В 1810 году на месте, где сейчас заканчивается Каскадная лестница, был открыт Смирновский источник. Неиспользуемая минеральная вода из него сбрасывалась внизу по восточному склону горы Железной, заболачивая его и создавая условия для размножения малярийных комаров. Из-за этого были придуман план строительства каскадной лестницы для отвода воды.
В 1931—1936 годах была построена верхняя часть лестницы, протяжённостью 240 м, ведущая до фигуры орла, терзающего змею. В 1954 году внизу, на месте, где позднее стала начинаться лестница, было вырыто озеро Тридцатка. В 2018 году Железноводск победил в президентском конкурсе и получил финансирование на достройку нижней части лестницы. В 2019 году были достроены ещё 600 м лестницы.

## Описание
Лестница начинается внизу, у курортного озера Тридцатка и заканчивается в Курортном парке у подножья горы Железной, около Смирновского источника.
Лестница состоит из 574 ступеней, имеет длину 860 м и перепад высоты 110 м. Верхняя часть лестницы наиболее крутая. Лестница двухсторонняя, в её середине по проточным бассейнам каскадами стекает вода — в современное время обычная, а не минеральная.
На протяжении лестницы размещены 10 фонтанов. В середине лестницы имеется бювет-книга с ессентукской водой, на стенах которого написаны отрывки из произведений М. Ю. Лермонтова его почерком.
Внизу лестницы, на Парящей набережной озера Тридцатка, расположены спортивная площадка, детский городок и пляжная зона, а также скульптура девушки на велосипеде.
На лестнице располагаются скульптуры нимф наяд, зелёных лягушек, Данилы-мастера, Хозяйки Медной горы, сатиров и юноши с огромной рыбой. На опорных стенах выбиты барельефы императора Александра I, генерала А. П. Ермолова и писателей А. С. Пушкина, М. Ю. Лермонтова и Л. Н. Толстого. Также имеется бюст первооткрывателя железноводских источников доктора Ф. П. Гааза.
На площадке наверху лестницы расположены фигура орла и фонтан в виде гигантских кружек-бюветниц. В 500 метрах от конца лестницы находится Пушкинская галерея.
На лестнице висят таблички с приблизительным количеством калорий, которые человек тратит при подъёме на неё — всего 175 килокалорий.